# Lophopagurus kirkii
Lophopagurus kirkii är en kräftdjursart som först beskrevs av Henri Filhol 1883.  Lophopagurus kirkii ingår i släktet Lophopagurus och familjen eremitkräftor. Inga underarter finns listade i Catalogue of Life.